# Na wylot (film)
Na wylot – polski dramat obyczajowy z 1972 roku. Fabularny debiut reżyserski Grzegorza Królikiewicza.
Na wylot dostał trzy nagrody (dźwięk, muzyka, najlepsza rola męska roku) na Ogólnopolskim Festiwalu Filmów Fabularnych w Łagowie. Wyróżniło go również jury prestiżowego festiwalu w Mannheim. Film wywołał kontrowersje ze względu na nowatorską formę narracji. Część wydarzeń dzieje się poza kadrem, a widz musi domyślać się przebiegu akcji.

## Opis fabuły
Akcja filmu toczy się w latach 30. XX wieku. W pijackiej melinie znajdującej się na przedmieściach Krakowa poznają się Maria i Jan. Niebawem mężczyzna traci pracę w zakładzie fotograficznym. Maliszowie biorą samotny ślub, zmagając się z nędzą, poniżeniem oraz trwałym bezrobociem. Traktowani przez rodzinę jako nieroby, popadają w głęboką depresję, która prowadzi do tragedii.
Maliszowie decydują się zabić listonosza oraz dwoje starych bezbronnych ludzi i za zdobyte pieniądze zafundować sobie pobyt w luksusowym hotelu. Aresztowani, stają przed sądem w aurze nienawiści mieszkańców miasta. W zeznaniach spowiadają się ze swego życia, a każde z nich w obliczu kary śmierci pragnie wziąć winę tylko na siebie.

## Główne role
- Franciszek Trzeciak – Jan Malisz
- Anna Nieborowska – Maria Maliszowa
- Lucyna Winnicka – właścicielka zakładu fotograficznego
- Irena Ładosiówna – staruszka
- Jerzy Block – staruszek
- Halina Szram-Kijowska – córka staruszków

## Odbiór
Na wylot został entuzjastycznie przyjęty przez krytyków. Andrzej Werner doceniał chłodny reporterski styl Królikiewicza: „W jego filmie nie znajdziemy publicystycznej tezy, trudno powiedzieć, że pokazuje on jakikolwiek mechanizm społeczny, który prowadzi do tego, iż rodzą się postawy przestępcze; nie ma tu jednoznacznie brzmiących oskarżeń. Autor nie oskarża, nie przestrzega ani piętnuje, z jego filmu nie sposób wyprowadzić programu społecznej profilaktyki”. Jak podkreślał Michał Dondzik, pozytywne recenzje zdominowały prasowy wizerunek filmu Grzegorza Królikiewicza, jednak reżyser doczekał się też recenzji pisanych agresywnym tonem. Jednym z krytyków filmu był wykładowca Grzegorza Królikiewicza z łódzkiej szkoły filmowej. Zdaniem Aleksandra Jackiewicza: „Królikiewicz stępił temat przez nazbyt poetycką formę: stylizowaną, symboliczną narrację. Tymczasem dramat Maliszów wziął się z drobnych życiowych plag, stworzyła go szara rzeczywistość. Już trzecie pokolenie filmowców polskich uprawia poezję.« A włócz się, poezyo, włócz…»” – narzekał profesor. Na łamach „Trybuny Ludu” Zbigniew Klaczyński grzmiał: „Na wylot jest filmem, w którym ekspresja góruje nad wyjątkowo bałamutnym, rozkojarzonym myśleniem, absolutnie niezdolnym do zracjonalizowania przedstawionych stanów, postaw i działań. (…) Film odniósł sukces, który raz jeszcze potwierdził fałszywy system naszych krytycznych miar: bardzo popłaca w nim talent, bardzo nisko notuje się myślenie”. Z kolei zdaniem recenzenta „Stolicy”: „budzi wątpliwości tendencja filmu, mającego rzekomo charakter demaskatorski. W rzeczywistości niczego nie demaskuje i wprowadza pomieszanie pojęć”. Inni znawcy wytykali filmowi epatowanie brzydotą. Jerzy Uszyński po latach pisał: „Ten film do dzisiaj robi na mnie piorunujące wrażenie. Jest zbudowany bardziej jak utwór muzyczny z jego zmiennymi rytmami niż jak dzieło malarskie z jego kontemplacyjnym bezruchem czy utwór prozatorski z jego pogonią za fabułą skrywającą sens”. Uszyński uznał Na wylot za „najlepszy film w twórczości Królikiewicza”.
Film został pokazany również na 27. MFF w Cannes w 1974 w ramach sekcji Międzynarodowego Tygodnia Krytyki. Tamtejsi krytycy jednomyślnie porównywali Na wylot ze Zbrodnią i karą Fiodora Dostojewskiego, co bardzo irytowało Królikiewicza, który odpowiadał im: „gdyby Dostojewski chwycił się za Maliszów, to wiecie, jak by to się skończyło? Gigantyczną sceną pokuty obojga, upokorzenia się przed władzą, ukorzenia przed społeczeństwem, i wyznaniem prawdy, on by powiedział: zabijałem, ale i ona zabijała, i ona by powiedziała: zabijałam, ale i on zabijał. A w filmie tego nie ma”.